# Pascal Mieszala
Pascal Mieszala est un réalisateur, scénariste et producteur de cinéma français. Il cofonde la société de production Les Enragés avec Pierre Vinour.

## Biographie
En 2007, il réalise son premier film, L'Enfant borne, dont il est également le scénariste. Le film a été nommé aux cérémonies suivantes : 
- Les Lutins du Court-Métrage
- Festival international du court-métrage de Clermont-Ferrand

## Filmographie (scénariste)
- 1990 : Paris-Marseille, court métrage de Pierre Vinour primé au festival de Clermont-Ferrand.
- 1991 : Le Volcan (rituel), court métrage de Pierre Vinour.
- 1991 :  Ka (court métrage) de Pierre Vinour primé au festival de Roannes.
- 1994 : Les Scorpions, court métrage de Pierre Vinour.
- 2003 : Supernova (Expérience #1), long métrage de Pierre Vinour, dans lequel il fait une apparition en tant qu'acteur.
- 2007 : L'Enfant borne, court métrage.
- 2008 : Magma, long métrage coécrit par Pierre Vinour, avec Mehdi Nebbou, Natacha Régnier, Arly Jover et Aurélien Recoing.

## Filmographie (réalisateur)
- 2007 : L'Enfant borne, court métrage écrit et réalisé par Pascal Mieszala, avec les acteurs Gautier Van Lieshout, Eric Chevaleyre, Valérie Blanchon, Jean-François Garreaud et Laurence Roy, et le directeur de la photographie Éric Weber.

## Filmographie (producteur)
- 2002 : Millevaches Experience, court métrage de Pierre Vinour.
- 2003 : Supernova (Expérience #1), long métrage de Pierre Vinour.